# Konståret 2001

## Priser och utmärkelser
- Prins Eugen-medaljen tilldelas Laris Strunke, konstnär, Eva Lange, skulptör, Signe Persson-Melin, keramiker, och Oiva Toikka, finländsk konsthantverkare.
- Martin Creed tilldelas Turnerpriset.

## Händelser
- 1 januari - Svenska polisen erbjuds att "för åtskilliga miljoner" köpa tillbaka de tavlor som stals från Nationalmuseum i december föregående år, men affären avvisas.[1]
- 3 januari - Fem personer, alla svenska medborgare, grips för delaktighet i kuppen Nationalmuseum i december föregående år. Fortfarande saknas dock konstverken.[1]

### Okänt datum
- Museumsquartier (MQ) färdigställs i Neubau, Wien.
- Leopold Museum öppnas i Neubau.
- Konstskolan Pandora Studios startar sin verksamhet i USA.
- Folkuniversitetet blir huvudman för Konstskolan i Stockholm.
- Kulturamas grundskola startas i Stockholm.

## Verk
- Jeremy Deller – Slaget vid Orgreave.
- Lucian Freud – Porträtt av drottning Elizabeth II.
- Tracy Harris – Funnel
- Den offentliga bronsskulpturen Užupis ängel av den litauiske skulptören Romas Vilčiauskas invigs i Užupis

## Utställningar
- " Erfarenhet – Upplösning "; Göteborgs första internationella konstbiennal.

## Avlidna
- 18 februari – Balthus (född 1908), fransk målare.
- 3 mars – Maija Isola (född 1927), finländsk textilkonstnär.
- 4 mars – Jean Bazaine (född 1904), fransk konstnär och författare.
- 4 april – Ed Roth (född 1932), amerikansk konstnär.
- 22 april – Anna Sjödahl (född 1934), svensk konstnär.
- 26 maj – Dea Trier Mørch (född 1941), dansk grafiker och författare.
- 29 maj – Lisa Örtengren (född 1945), svensk illustratör och författare.
- 27 juni – Tove Jansson (född 1914), finlandssvensk författare och konstnär.
- 4 september – Axel Olsson (född 1919), svensk målare, tecknare och skulptör.
- 27 november – Nils-Aslak Valkeapää (född 1943), finländsk-samisk författare, musiker och konstnär.
- 12 december – Ebba Hedqvist (född 1909), svensk konstnär och skulptör.
- 24 december – Lars Lerbom (född 1935), svensk konstnär.

### Fotnoter
1. 1 2   När Var Hur 2002. DN